# Стеблі (Поліський район)
Стеблі (Стебли, Скобні) — колишнє село в Україні, яке було відселено через наслідки аварії на ЧАЕС і зняте з обліку 1999 року.
Знаходиться в Поліському районі Київської області, за 3 км від колишнього райцентру. Розташоване на правому березі річки Уж.

## Походження назви
Щодо походження назви села існує легенда. Згідно з цією легендою, три брати, першого з яких звали Тарас, другого Стебель, третього Святко, поселились на місцевості, що зараз належить до Поліського району. Тарас заснував хутір, що пізніше перетворився у село Тараси, Стебель заснував хутір Стебли (пізніше село Стебли), Святко — хутір Святоцьке (пізніше село Святоцьке).

## Історія
Час виникнення села невідомий. За переписом населення в 1795 році у селі було 16 дворів, мешкало 90 жителів. 1864 року у селі було 38 дворів, мешкало бл.300 осіб, 1886 року тут мешкало вже бл.350 осіб.
1900 року у селі 49 дворів, мешкало 374 мешканці, що займалися здебільшого землеробством.
Село підпорядковувалося Хабенській волості Радомисльського повіту.
У 1920-х роках східна частина села була виокремлена у окреме село Фабриківка.
У радянський час Стеблі підпорядковувалися Луговицькій сільській раді Поліського району. 1981 року населення становило бл. 190 осіб. У 1989 році населення становило вже 104 особи.
Внаслідок сильного радіаційного забруднення усіх мешканців було відселено у 1992 році до села Пришивальня. Офіційно зняте з обліку 1999 року через відсутність населення.
Після Чорнобильської катастрофи село увійшло до 30-кілометрової зони відчуження.
З лютого по квітень 2022 року село було окуповане російськими військами внаслідок вторгнення 2022 року.